# Soter (mitología)
En la mitología griega, Soter (en griego: Σωτήρ) o Sóter es la personificación de la seguridad, la conservación y la liberación de cualquier daño. La leyenda dice que es hermano y esposo de Praxídice y con ella, padre de Ctesio, Areté y Homonoia. Tanto Sóter como Ctesio fueron también títulos empleados en el culto de Zeus. 
Otra fuente dice que Soter fue el marido de Peitarquia y padre de Eupraxia.
En los Himnos Órficos, Praxídice fue identificada con Perséfone, Soter con Zeus, y sus hijas, las Praxidikai con las Erinias.
| Nombre griego | Transliteración | Latín | Traducción                                      |
| ------------- | --------------- | ----- | ----------------------------------------------- |
| Σωτήρ         | Sôtêr           | Soter | Liberación, Seguridad, Conservación, Protección |